# Canton de Villeurbanne-Centre
Le canton de Villeurbanne-Centre est une ancienne division administrative française, située dans le département du Rhône en région Rhône-Alpes.

## Composition
Le canton était formé d'une partie de la commune de Villeurbanne.

## Histoire
Ce canton est créé par le décret du 20 janvier 1982, par remodelage des deux cantons de Villeurbanne Nord et de Sud, créés par le décret du 10 janvier 1964.
Il disparaît le 1er janvier 2015 avec la création de la métropole de Lyon.

## Représentation
| Période | Période      | Identité           | Étiquette | Qualité                                                            |
| ------- | ------------ | ------------------ | --------- | ------------------------------------------------------------------ |
| 1982    | 1992         | Gilbert Chabroux   | PS        | Professeur retraité Maire de Villeurbanne (1990-1997 et 1998-2001) |
| 1992    | 2010 (décès) | Raymond Terracher  | PS        | Ingénieur Maire de Villeurbanne (1997-1998)                        |
| 2010    | 2011         | Richard Llung      | PS        | Adjoint au maire de Villeurbanne                                   |
| 2011    | 2014         | Béatrice Vessiller | EELV      | Urbaniste Conseillère municipale de Villeurbanne                   |

## Évolution démographique
| 1982   | 1990   | 1999   | 2006   | 2011   | 2012   |
| ------ | ------ | ------ | ------ | ------ | ------ |
| 18 902 | 35 439 | 40 699 | 45 287 | 48 870 | 49 462 |